# فیلیپو دی استانی
فیلیپو دی استانی (انگلیسی: Filippo Di Stani؛ زادهٔ ۱۱ نوامبر ۱۹۸۱) بازیکن فوتبال اهل ایتالیا است.
از باشگاه‌هایی که در آن بازی کرده‌است می‌توان به باشگاه فوتبال پروجا اشاره کرد.